# قائمة الهجمات الصاروخية الفلسطينية على إسرائيل 2018
هذه قائمة بهجمات الصواريخ وقذائف الهاون على إسرائيل في عام 2018. انطلقت جميع الهجمات من قطاع غزة ما لم يذكر خلاف ذلك.
في أغسطس 2014، انتهت الحرب على غزة 2014 بعد إطلاق 4594 صاروخًا وقذيفة هاون باتجاه إسرائيل. منذ نهاية العملية دخل حيز التنفيذ وقف إطلاق نار غير رسمي بين إسرائيل وحماس.
انتهت الحرب على غزه 2014 بعد إطلاق أكثر من 31742 صاروخاً وقذائف متنوعة بإتجاه غزة. نتج عنها أكثر من 9654 قتيلاً بالجانب الفلسطيني.

## يناير
1 يناير
حوالي الساعة 9 مساءً، أطلق صاروخان من غزة على إسرائيل. أحدهما فشل في غزة، وسقط الآخر في منطقة مفتوحة في مجلس إشكول الإقليمي 
3 يناير
بين الساعة 2 و 9 مساءً، أُطلقت أربعة صواريخ من غزة باتجاه إسرائيل. سقطت جميعها في مناطق مفتوحة في مجلس إشكول الإقليمي.

## فبراير
2 فبراير
في تمام الساعة 12:00 ظهرًا، أُطلق صاروخ واحد من غزة على إسرائيل. ولم يؤكد الجيش الإسرائيلي ما إذا كان قد سقط داخل إسرائيل.
حوالي الساعة 9 مساءً، أُطلق صاروخ واحد من غزة على إسرائيل. سقط في منطقة مفتوحة في مجلس إشكول الإقليمي.
17 فبراير
حوالي الساعة 9 مساءً، أُطلقت عدة صواريخ من غزة على إسرائيل. سقط أحدها على منزل في المجلس الإقليمي شاعر هنيغف.
18 فبراير
حوالي الساعة 10 مساءً، أُطلق صاروخ واحد من غزة على إسرائيل. سقط في منطقة مكشوفة في المجلس الإقليمي شاعر هنيغف.

## مايو
في 29 مايو، تم إطلاق 70 صاروخًا وقذيفة هاون باتجاه إسرائيل.

## يونيو
3 يونيو
بتأريخ 3 يونيو، أُطلقت 3 صواريخ باتجاه جنوب إسرائيل من غزة، اعترضت القبة الحديدية الصواريخ.
18 يونيو
بتأريخ 18 يونيو تم إطلاق 3 صواريخ باتجاه إسرائيل من غزة.
20 يونيو
بتأريخ 20 يونيو، تم إطلاق 45 صاروخا على إسرائيل من غزة.
27 يونيو
في 27 يونيو، تم إطلاق 13 صاروخًا على إسرائيل من غزة. 3 تم اعتراضا بواسطة القبة الحديدية.

## يوليو
14 يوليو
في 14 يوليو، تم إطلاق 174 صاروخا أو قذيفة هاون على إسرائيل من غزة. تم اعتراض 30 من قبل القبة الحديدية.

## أغسطس
8 أغسطس
بتأريخ 8 أغسطس، أُطلقت 8 صواريخ باتجاه إسرائيل، وتم اعتراض 2، وسقط 4 صواريخ في مناطق مفتوحة، وسقط 2 في سديروت مما تسبب في أضرار وإصابة اثنين.

## نوفمبر
11 نوفمبر
بتأريخ 11 نوفمبر تم إطلاق 17 صاروخا باتجاه إسرائيل، تم اعتراض 3 منها.
12 نوفمبر
في 12 نوفمبر، أصابت قذيفة هاون أطلقت من غزة حافلة إسرائيلية، مما أدى إلى إصابة رجل يبلغ من العمر 19 عامًا بجروح خطيرة.